# Èze
Èze – miejscowość i gmina we Francji, w regionie Prowansja-Alpy-Lazurowe Wybrzeże, w departamencie Alpy Nadmorskie.
Według danych na rok 1990 gminę zamieszkiwało 2446 osób, a gęstość zaludnienia wynosiła 259 osób/km² (wśród 963 gmin regionu Prowansja-Alpy-W. Lazurowe Eze plasuje się na 241. miejscu pod względem liczby ludności, natomiast pod względem powierzchni na miejscu 708.).

## Zabytki
- XVIII-wieczny kościół Matki Boskiej Wniebowziętej[1].

## Galeria

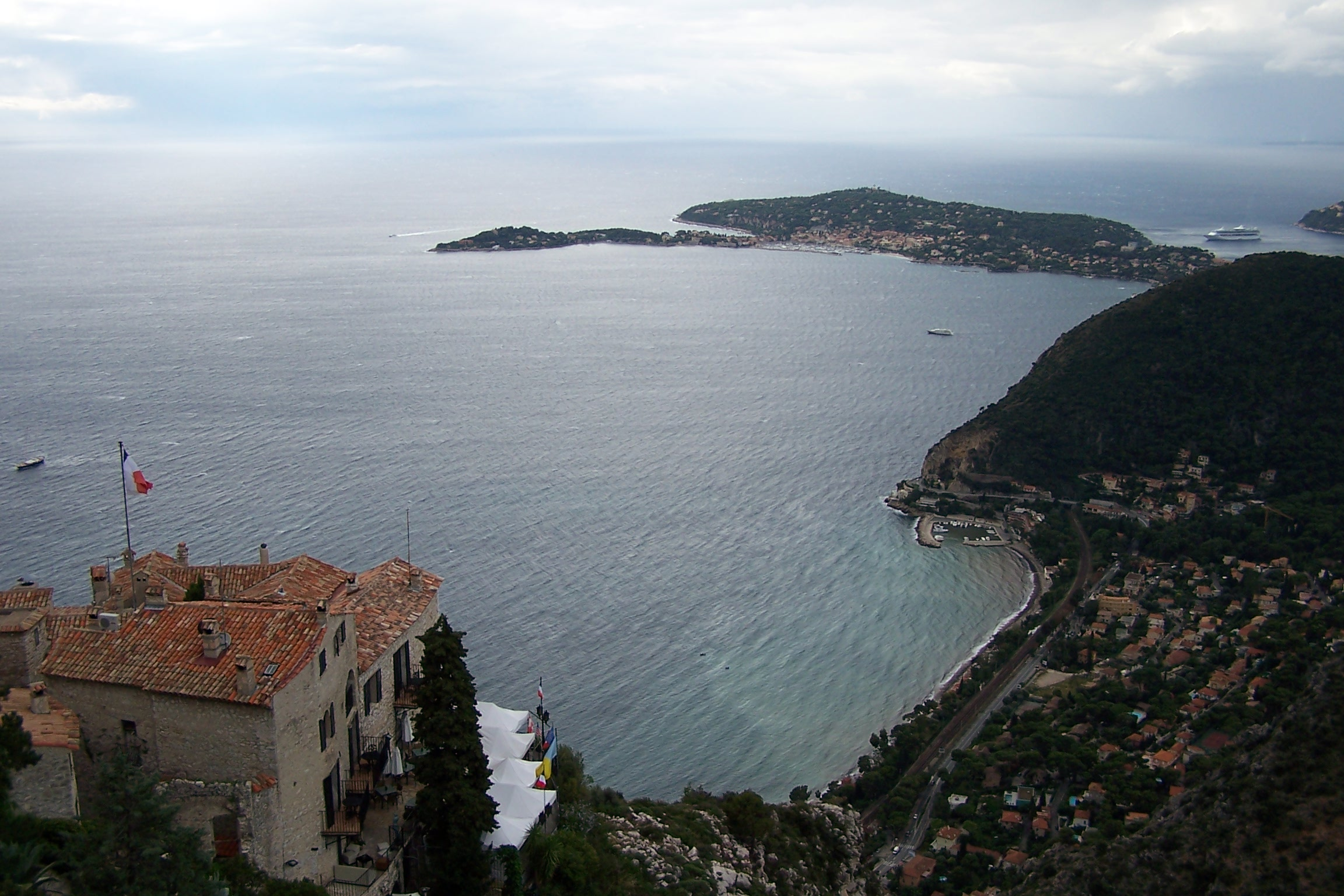
Widok z Èze na Cap Ferrat
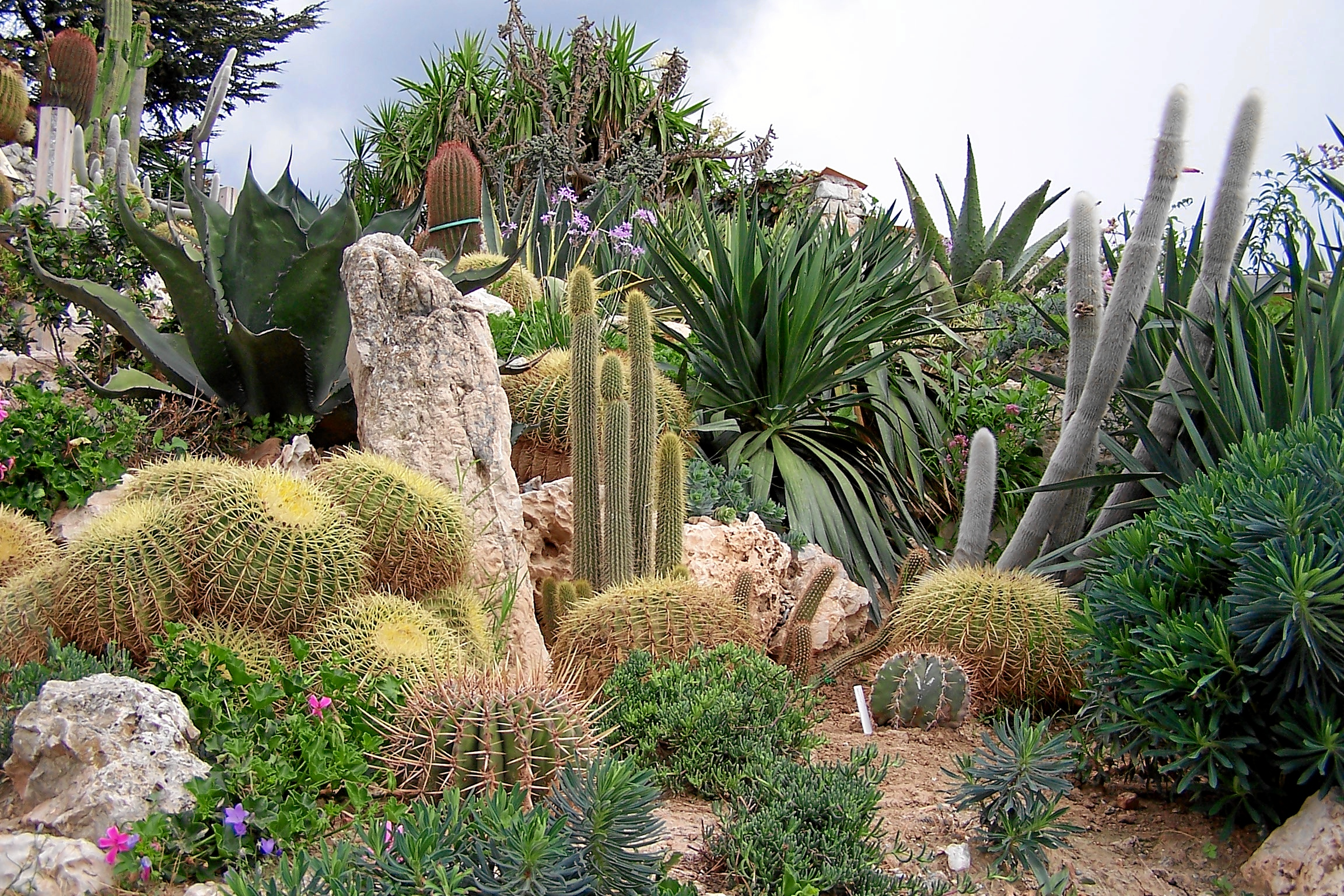
Ogród egzotyczny
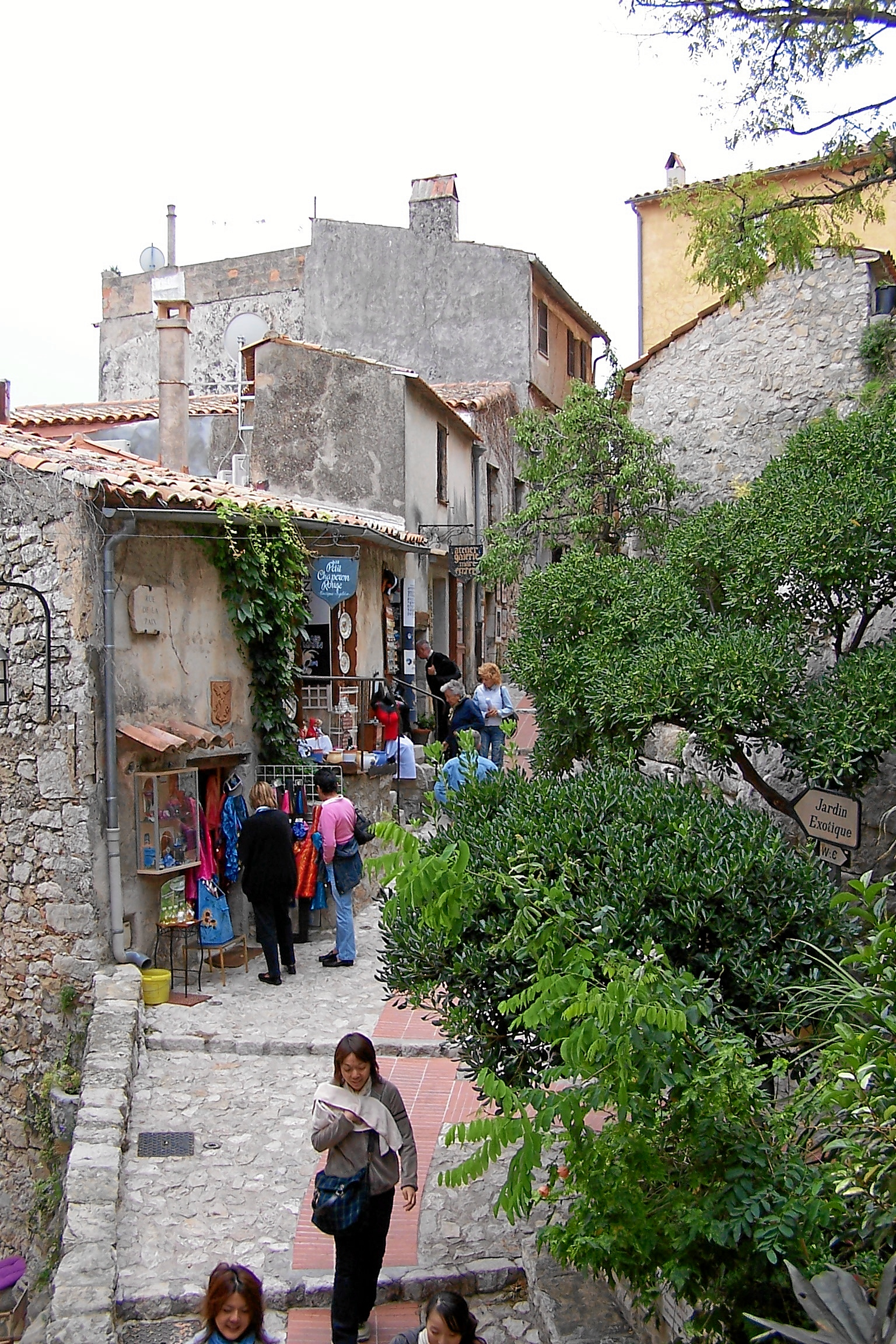
Typowa ulica
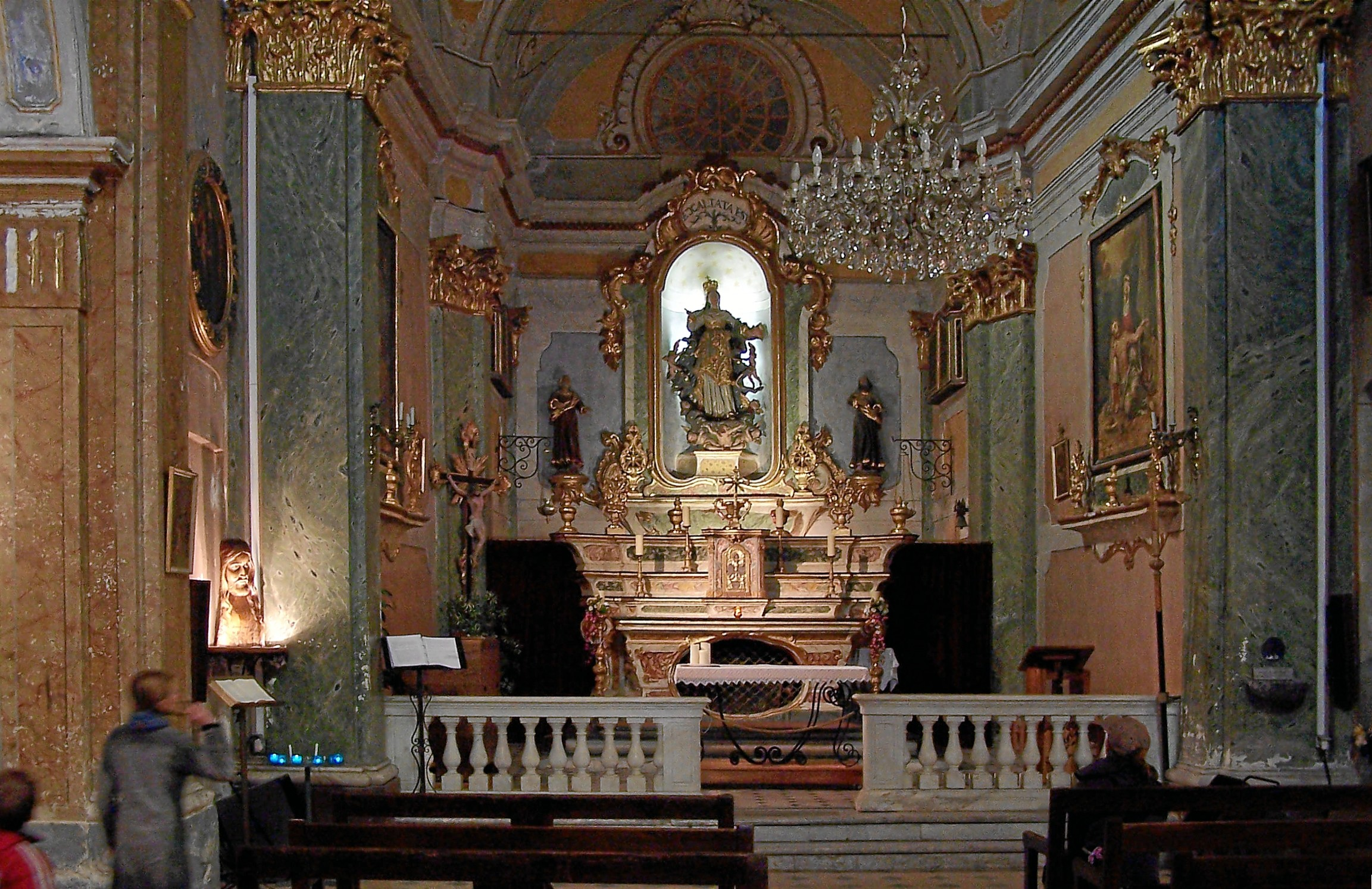
Wnętrze kościoła